# 护照

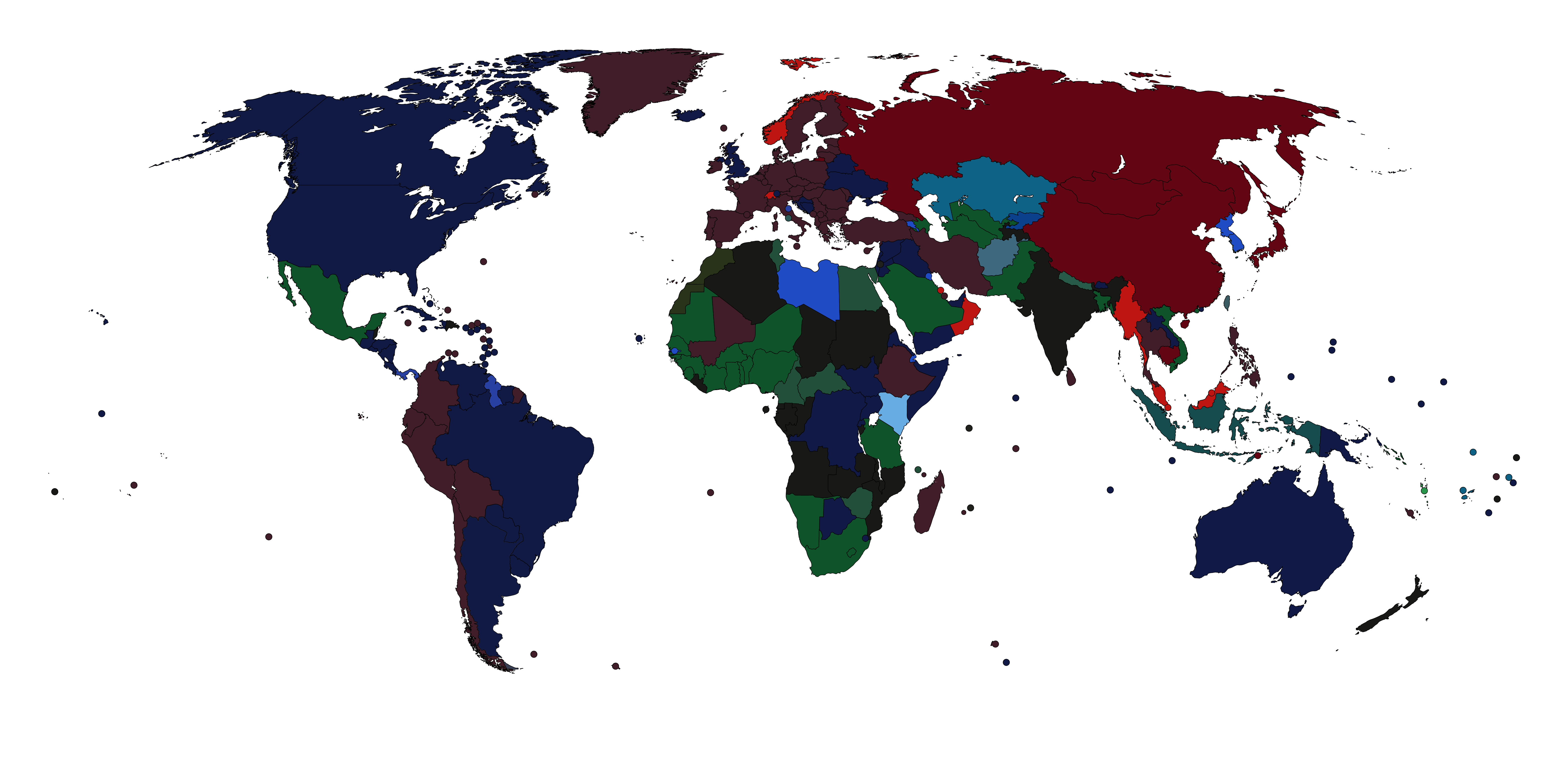
世界各国和地区护照封面的颜色

護照是一個國家或地區的政府发放給本國公民或國民的一種旅行证件，用於證明持有人的身分與國籍，以便其出入本國及在外國旅行，同時亦用於請求有關外國當局給予持照人通行便利及保護。某些情况下，一个国家政府也可给外国籍人士发放护照，如“葡萄牙给外国人护照 (澳门)”。
護照關係到在國外所受合法保護的權利與進入本籍國的權利。护照上通常有持有者的照片、签名、出生日期、国籍和其它个人身分的证明。许多国家正在開發將生物识别技术用於護照，以便能够更精确地确认护照的使用者是其合法持有人。

## 历史

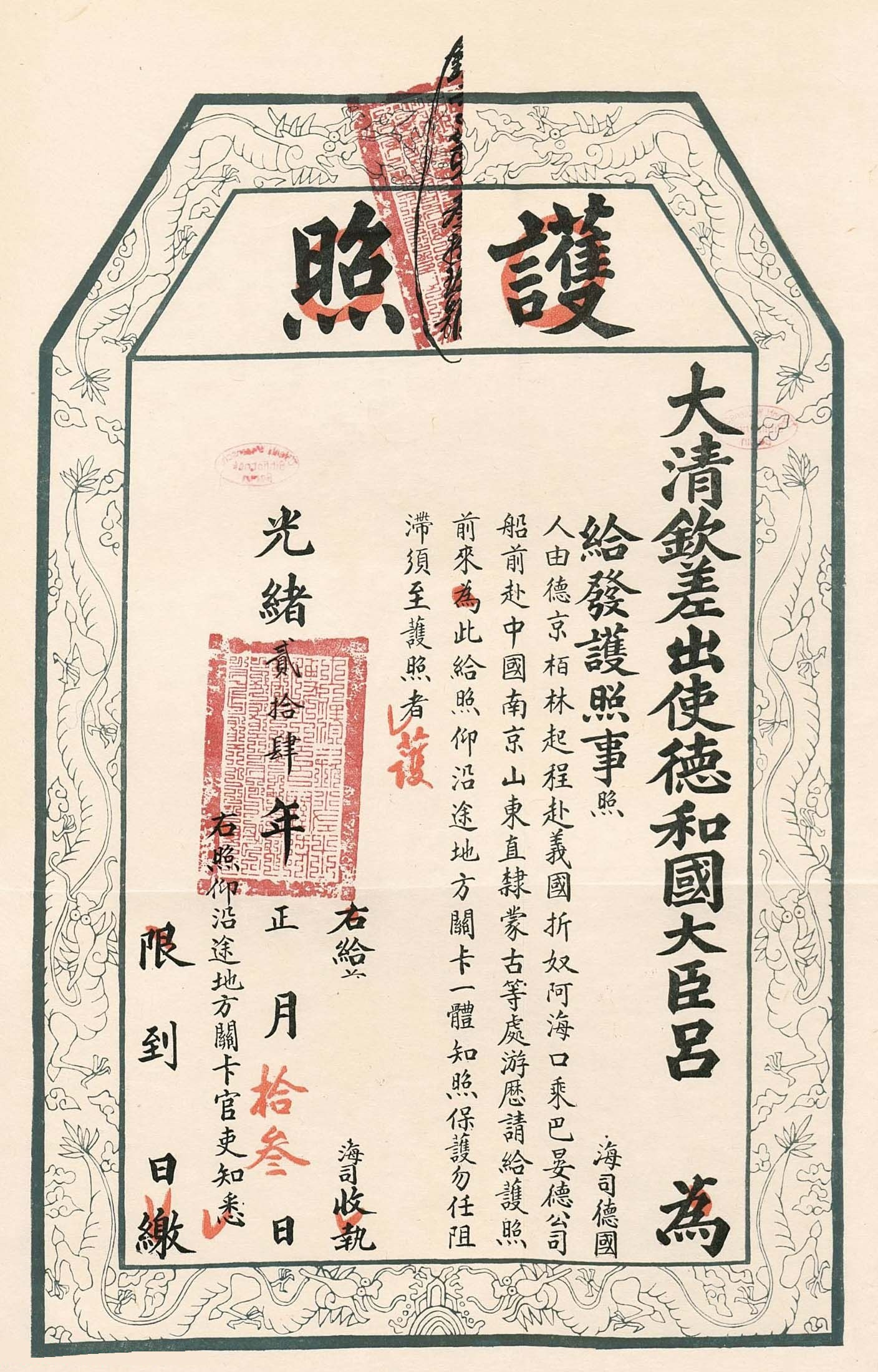
大清護照

全世界最早出現的護照似乎是在公元前450年，根據《聖經》《尼希米記》二章7節記載：「我又對王說，王若以為美，請賜我詔書，通知大河以西的諸省長准我經過，直到我抵達猶大」。波斯王發給巴勒斯坦的一封詔書，要求沿途官員保障尼希米的旅行安全。
以中國历史上為例，不同历史时期有不同的称呼，例如称为符、传、过所、公验、度牒、路证、通关文牒、安全证书、通行证、暂住证等。到了清朝，根据通行证件的证明身份、提请边境关防检查机关予以“保护”和“关照”、给予通行的便利和必要的协助之功能，将“PASSPORT”一词，于1845年首次译为“护照”，并沿用至今。
第一次世界大戰爆發後，歐美各國政府將護照視為防止外國間諜進入本國的一種方式。第一批現代英國護照於1915年發行。當時這種護照只是一張紙片，但折疊成硬紙板，封面印有英國皇家徽章。與今天的護照一樣是分別代表英格蘭和蘇格蘭的獅子和獨角獸，還有兩句法文格言，「我權天授」（dieu et mom droit）和「心懷邪念者蒙羞」（honi soit qui mal y pense）。因為法國諾曼底公爵威廉征服英國後，很長一個歷史時期英國上層社會是通行法語。
1920年一戰結束後，為維護世界和平，國際聯盟提出護照應有統一的國際標準，規定內頁為32頁，要使用至少兩種語言，封面頂部印國名，中間為國徽，底部印「護照」一詞。國聯的規定已經成為現代護照設計的統一模式。
在二战后，國際聯盟、联合国和国际民航组织，颁布了在护照的设计和特征的指导标准，这些指导很大方面上形成了现代的护照。近幾年則有可機讀護照（Machine Readable Passport，簡稱MRP）統一規定持照人資料頁在封面內側頁，並有可利用掃描方式讓電腦判讀的資料，以節省移民暨出入國管理人員查驗證照時的時間。

## 類型
- 普通護照：发放的对象是普通公民。
- 外交護照：发放的对象是外交官和外交代表、或者是根據某些国家法规而发放给该国的公务员。持有外交護照並不自動享有外交豁免权。持有外交護照，同时在一些國家會给予不同於非外交護照的簽證禮遇。另外，大多數國家的元首到別國進行訪問時，若不持用護照，則會由該國外交部部長簽發「元首通行狀」供元首及其陪同出訪的配偶使用，此通行狀會記載訪問國家的國名及出訪事由，不需事先申請簽證，可獲禮遇免除通關及證照查驗程序，僅會由邀訪國另行蓋印以茲證明，因此在每次出訪前必需簽發一份新的元首通行狀，出訪完成後交由外交部歸檔列為政府檔案。[3][4]。
- 公務護照和公務普通護照：发放的对象是政府派出執行公務的雇員（或者技术和行政人员），因为他們不具有外交官資格或维也纳外交关系公约认可的外交身分。持有公務護照，在一些國家會有不同於普通護照的簽證禮遇。
- 特殊護照：发放的对象是高级政府官员和他们的随从，作为对其免除签证要求的官方许可。
- 集體護照：在某些情況，如学校团体旅行，同團的所有兒童在旅行期间共用一本集體護照。
- 永久居留證：某些國家發給没有公民身份的居民的身份證明及入境/居留許可。
- 國內護照：某些國家為管控本國人口遷徙而發行使用。例如沙特阿拉伯的iqama，还有實行計劃經濟的蘇聯，以及中国的港澳通行证及户口制度，是一種為監控人口流動情況而發行的內部護照。
- 加急護照或临时護照：发放给那些原先护照遗失或失窃但急需出国旅行的人。
- 商务護照：发放给那些频繁旅行的人，这种护照的页数较普通护照的多。

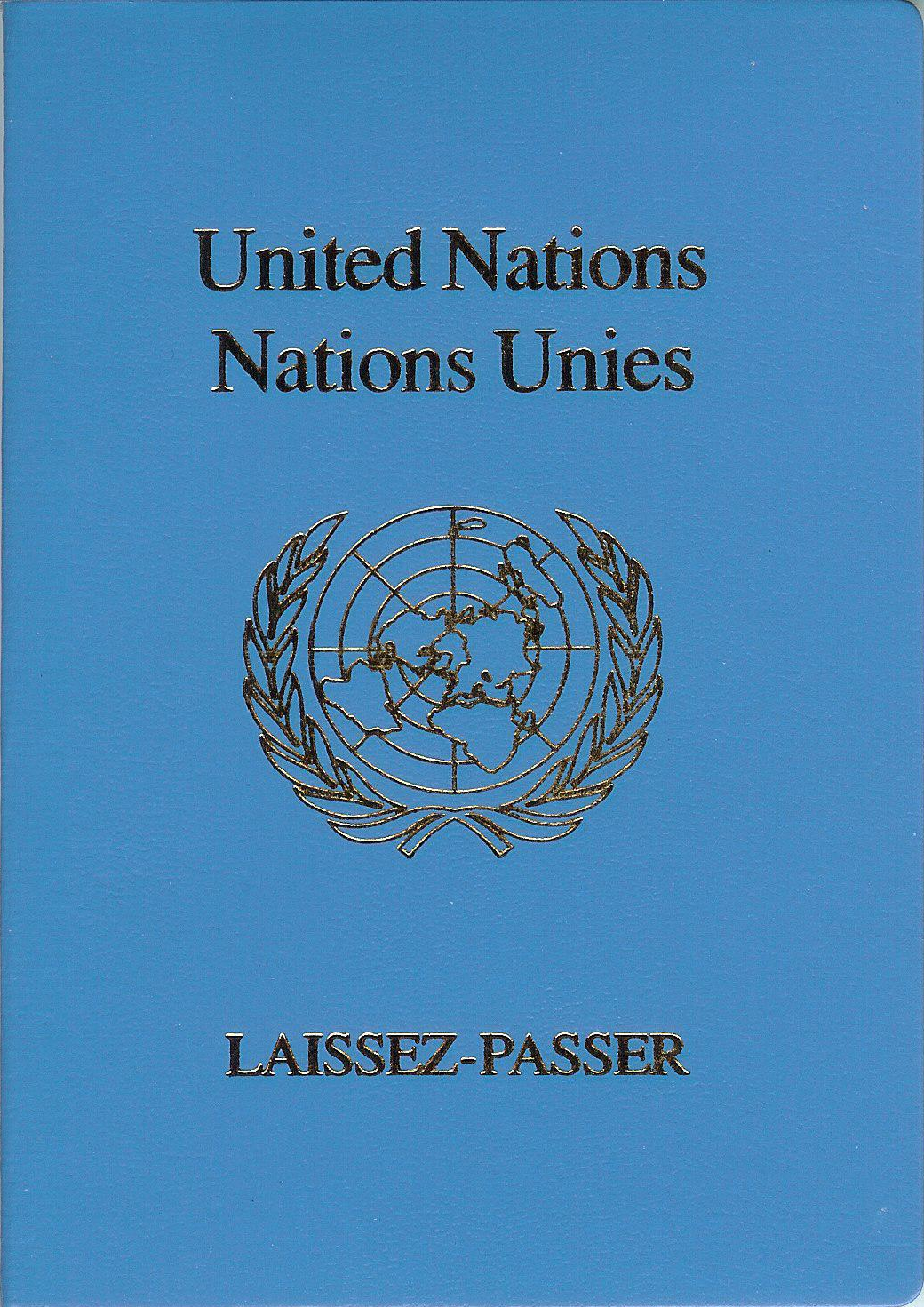
联合国通行证

- 聯合國通行證（Laissez-passer）：联合国和各专门机构根据《联合国特权和豁免公约》和《专门机构特权和豁免公约》向本机构的职员颁发一种具有护照效力的身份证件。有红皮通行证和蓝皮通行证两种，其效力分别相当于外交护照和公务护照。「Laissez-passer」是法文「請予通行」之意（註：聯合國部分機構設立在使用法文的巴黎和布魯塞爾，以及法國之常任理事國地位，法文亦為聯合國官方語言之一。）。
- 家庭護照：是一种只发放给家庭（家长和儿童）而不是个人的护照，美国政府已经不再发放此种护照。
- 难民旅行证：某些国家的政府根据1951年7月28日联合国《关于难民地位的公约》第28条及1967年1月31日《难民地位议定书》的规定颁发给合法在其领土内居留的难民的旅行证，供持证人到发证国领土以外旅行。
- 外国人旅行证：發放予定居於護照發出國的外籍人士。

## 排行表
| 國家或地區                          | 免簽、落地簽、電子簽證（個） | 排名 |
| ----------------------------------- | ---------------------------- | ---- |
| 日本                                | 193                          | 1    |
| 新加坡 ·                            | 192                          | 2    |
| 德国 西班牙                         | 190                          | 3    |
| 芬兰 義大利 盧森堡                  | 189                          | 4    |
| 奥地利 丹麦 荷蘭 瑞典               | 188                          | 5    |
| 法國 爱尔兰 葡萄牙 英国             | 187                          | 6    |
| 比利时 新西兰 挪威 瑞士 美国        | 186                          | 7    |
| 加拿大 捷克 希腊 馬爾他             | 185                          | 8    |
| 匈牙利                              | 183                          | 9    |
| 立陶宛 波蘭 斯洛伐克                | 182                          | 10   |
| 爱沙尼亚 拉脫維亞 斯洛維尼亞        | 181                          | 11   |
| 冰島                                | 180                          | 12   |
| 马来西亚                            | 179                          | 13   |
| 列支敦斯登                          | 178                          | 14   |
| 賽普勒斯 阿联酋                     | 176                          | 15   |
| 智利 摩納哥 羅馬尼亞                | 174                          | 16   |
| 保加利亚                            | 173                          | 17   |
| 香港                                | 171                          | 18   |
| 阿根廷 巴西                         | 170                          | 19   |
| 圣马力诺                            | 169                          | 20   |
| 安道尔                              | 168                          | 21   |
|                                     | 166                          | 22   |
|                                     | 163                          | 23   |
| 以色列 墨西哥                       | 159                          | 24   |
| 圣基茨和尼维斯                      | 157                          | 25   |
| 巴哈马                              | 155                          | 26   |
| 梵蒂冈                              | 154                          | 27   |
| 塞舌尔 乌拉圭                       | 153                          | 28   |
|                                     | 152                          | 29   |
| 安地卡及巴布達 千里達及托巴哥       | 151                          | 30   |
|                                     | 150                          | 31   |
| 圣卢西亚                            | 147                          | 32   |
| 格瑞那達 模里西斯                   | 146                          | 33   |
| 多米尼克 中華民國                   | 145                          | 34   |
| 澳門 乌克兰                         | 144                          | 35   |
| 巴拿马                              | 143                          | 36   |
| 巴拉圭                              | 142                          | 37   |
| 秘魯 塞爾維亞                       | 136                          | 38   |
| 薩爾瓦多                            | 134                          | 39   |
|                                     | 133                          | 40   |
| 哥伦比亚 萨摩亚 所罗门群岛          | 132                          | 41   |
|                                     | 130                          | 42   |
| 委內瑞拉                            | 129                          | 43   |
| 尼加拉瓜                            | 128                          | 44   |
| 北馬其頓                            | 125                          | 45   |
| 基里巴斯 蒙特內哥羅                 | 124                          | 46   |
| 马绍尔群岛                          | 123                          | 47   |
| 摩尔多瓦                            | 121                          | 48   |
| 帛琉                                | 120                          | 49   |
| 俄羅斯                              | 119                          | 50   |
| 密克羅尼西亞聯邦                    | 118                          | 51   |
|                                     | 116                          | 52   |
| 阿尔巴尼亚                          | 115                          | 53   |
| 土耳其                              | 110                          | 54   |
| 南非                                | 105                          | 55   |
|                                     | 103                          | 56   |
|                                     | 99                           | 57   |
|                                     | 98                           | 58   |
| 科威特                              | 96                           | 59   |
| 东帝汶                              | 94                           | 60   |
|                                     | 92                           | 61   |
| 瑙鲁                                | 90                           | 62   |
| 斐济 馬爾地夫                       | 89                           | 63   |
|                                     | 88                           | 64   |
| 牙买加                              | 87                           | 65   |
| 巴林                                | 86                           | 66   |
|                                     | 83                           | 67   |
| 阿曼 沙烏地阿拉伯                   | 81                           | 68   |
| 玻利维亚 中国                       | 80                           | 69   |
| 纳米比亚 泰國                       | 79                           | 70   |
| 白俄羅斯                            | 78                           | 71   |
| 賴索托 苏里南                       | 77                           | 72   |
|                                     | 76                           | 73   |
|                                     | 75                           | 74   |
| 马拉维                              | 74                           | 75   |
| 印度尼西亞 坦桑尼亚 尚比亞          | 72                           | 76   |
| 突尼西亞                            | 71                           | 77   |
|                                     | 70                           | 78   |
|                                     | 69                           | 79   |
| 菲律賓 乌干达                       | 67                           | 80   |
| 亞美尼亞 辛巴威                     | 66                           | 81   |
| 古巴 摩洛哥                         | 65                           | 82   |
|                                     | 64                           | 83   |
| 莫桑比克                            | 63                           | 84   |
| 蒙古国                              | 62                           | 85   |
| 卢旺达 聖多美和普林西比             | 61                           | 86   |
| 印度 毛里塔尼亚                     | 60                           | 87   |
| 布吉納法索                          | 59                           | 88   |
| 加彭                                | 58                           | 89   |
| 塞内加尔                            | 57                           | 90   |
| 赤道几内亚 马达加斯加               | 56                           | 91   |
| 几内亚 多哥 越南                    | 55                           | 92   |
| 不丹 柬埔寨 尼日尔                  | 54                           | 93   |
| 阿尔及利亚 中非 埃及 约旦           | 53                           | 94   |
| 安哥拉 喀麦隆                       | 51                           | 95   |
| 利比里亚                            | 50                           | 96   |
| 刚果共和国 海地                     | 49                           | 97   |
|                                     | 48                           | 98   |
| 緬甸                                | 47                           | 99   |
| 衣索比亞 奈及利亞                   | 46                           | 100  |
| 南蘇丹                              | 44                           | 101  |
| 伊朗                                | 43                           | 102  |
| 刚果民主共和国 黎巴嫩 斯里蘭卡 苏丹 | 42                           | 103  |
| 科索沃 利比亞                       | 41                           | 104  |
|                                     | 40                           | 105  |
| 尼泊尔 巴勒斯坦                     | 38                           | 106  |
|                                     | 35                           | 107  |
| 葉門                                | 34                           | 108  |
| 巴基斯坦                            | 32                           | 109  |
| 叙利亚                              | 30                           | 110  |
| 伊拉克                              | 29                           | 111  |
| 阿富汗                              | 27                           | 112  |

### 封面
- 美國護照
- 俄罗斯护照
- 英國護照
- 澳洲護照
- 汶萊護照
- 瑞士護照
- 中华人民共和国护照
- 香港护照
- 澳门护照
- 中華民國護照
- 丹麦護照
- 奥地利護照
- 日本護照
- 希腊護照
- 法国護照
- 匈牙利護照
- 土耳其護照
- 盧森堡護照
- 意大利護照
- 厄利垂亞護照
- 摩洛哥護照
- 德國護照
- 冰島護照
- 多哥護照
- 突尼西亞護照
- 葡萄牙護照
- 加蓬護照
- 菲律宾護照
- 阿根廷護照
- 巴西護照
- 智利護照
- 委內瑞拉護照
- 白俄羅斯護照
- 格魯吉亞護照
- 哈萨克斯坦護照
- 阿爾巴尼亞護照
- 埃及護照
- 北塞浦路斯護照
- 以色列護照
- 韓國護照
- 朝鮮護照
- 智利護照
- 黎巴嫩護照
- 馬來西亞護照

## 国际民航组织标准
国际民航组织(ICAO)提供了护照规格的标准化建议，如今被大部分国家政府所采用。护照的大小需要符合 ISO/IEC 7810 标准，即 125x88 毫米，B7 规格。

## 特別情況
君主制國家的君主一般無須護照，如英國國王查爾斯三世不需要護照和簽證就可以自由進出各個國家，因為英國護照是以國王陛下的名義簽發的，因此國王本人不需要護照。

### 國際旅行不需護照的情況
护照通常在国际旅游中都必须要用到，通常在跨国与国的边境时需要使用。但是有些时候，某些国家的公民出境到另外一个国家时，由于国与国订立了某些契约（如申根区和俄白联盟国），可能就无需出示护照，但可能会以其他身份证明文件来证明身份，如驾驶执照，个人身份证，护照上的签证。

### 國內旅行需要護照的情況
某些國家，例如實行或曾實行計劃經濟的國家，為了監控人口流動或管控人民遷徙，要求人民在國內旅行或遷徙時，申請並持有國內護照或相關旅行證件。例如蘇聯、北韓。中华人民共和国与前两者类似，一般情况下在国内旅行迁徙时需要持有身份证或其他相关证件（如户口本），虽然名称上没有护照字眼但是事实上与国内护照相似。至于港澳台下方有详细描述
由於英國的殖民地與國籍法複雜，在大不列顛與屬地之間，或英國各屬地之間旅行，也常需要護照。

### 中華人民共和國
中國大陆居民前往香港或澳門，需要往來港澳通行证（俗稱雙程證）或者前往港澳通行证（俗稱單程證，前往港澳地區定居使用）；定居外国的中国大陆居民而无往来港澳通行证者，需要在中国驻外领事机构申请进入许可；中国大陆居民经港澳过境至其他国家者，可用中華人民共和國護照，在港澳逗留时间各不超过7天。
依據中華人民共和國憲法，中华人民共和国主張台灣地区（包含台澎金馬）是中華人民共和國的一部分。居住在中国大陆地区的中華人民共和國大陆地区公民前往臺灣地区，亦須持用替代護照的「大陸居民往來台灣通行證」在中華人民共和國（中國大陸）出境，並持由中华民国内政部移民署签发的「中華民國台灣地區入出境許可證」入境。居住在大陆地区以外的中華人民共和國大陆地区公民前往臺灣地区，只需要在当地的台北办事处申请「中華民國台灣地區入出境許可證」，即可配合中華人民共和國護照入境。

### 香港, 澳門
根據香港特別行政區基本法及澳門特別行政區基本法，港澳地區有獨立簽發護照、進行出入境管控、與外國訂定單獨簽證協定等權力。中國內地、香港特別行政區、澳門特別行政區之間有各自的邊境管制。
香港居民進入澳門，需於兩地邊防出示《香港特別行政區簽證身份書》、香港居民身份證（有“*”、“***”、“R”的香港居民身份證）或回港證。
澳門居民進入香港，則需於兩地邊防出示澳門居民往來香港特別行政區旅遊證（非永久性居民及其他人士）或澳門永久性居民身份證。
港澳居民中的中国公民前往中國大陸，則不得持港澳特区護照，除需於港澳邊防出示上述港澳地區的證件外，還需要於中國邊防出示「港澳居民來往內地通行證（俗稱回鄉證）」（舊為「港澳同胞回鄉證」）或「中華人民共和國旅行證」或「中華人民共和國出入境通行證」。

### 中華民國

#### 自由地區
中華民國自退守台湾後的管轄領土僅治及于台澎金馬地區（包含臺灣本島、澎湖、東沙群島和南沙群島部分島嶼，而中華民國憲法及其增修條文中將領土分為自由地區及非自由地區（即兩岸人民關係條例所稱之大陸地區）。
而中華民國、中華人民共和國雙方存在各自獨立的法制与边境管制。中華民國與中華人民共和國均不認可對方護照為有效國際旅行證件，原則上不在對方護照上注記或蓋章。
中華民國自由地區人民（台澎金馬）前往中國大陸，由於中華人民共和國政府的規定，必須持用「台灣居民來往大陸通行證」或「中華人民共和國旅行證」於口岸入境；前往澳門在實務上可直接使用中華民國護照；前往香港則可使用中華民國護照搭配台灣居民預辦入境登記表入境。
另外自1956年至1992年之間，根據「金門、馬祖地區戰地政務實驗辦法」，金門、馬祖地區往來台灣地區（包含澎湖）需事先申請中華民國金門馬祖台灣地區往返同意書（出入境證），並於出入境口岸交由邊境檢查關口查驗蓋章。該法令與相關出入境管制已於1992年廢止，現今往來金馬與台灣之間已無出入境管制，得以自由往來。

### 馬來西亞
1963年沙巴和砂拉越与新加坡和马来亚共同参组馬來西亞聯邦時，依據各方事前同意的決議，沙巴和砂拉越兩邦可保有原先獨立的邊境管制。馬來亞人民進入沙巴或砂拉越，以及兩邦之間相互旅行，均需檢查護照，但沙巴、砂拉越人民進入馬來亞時則不需檢查護照。
2006年以後，馬來西亞政府廢除這項規定，西马人只需出示身份證就可進入東馬，但仍僅有三個月停留期限之限制。